# Église Saint-Loup de Billom
Pour les articles homonymes, voir Église Saint-Loup.
L'église Saint-Loup est une église catholique d'architecture gothique située à Billom, en France.
Elle est aujourd'hui fermée au public pour cause de défaut de stabilité d'une partie de la voûte par risque de déversement d'un mur.

## Localisation

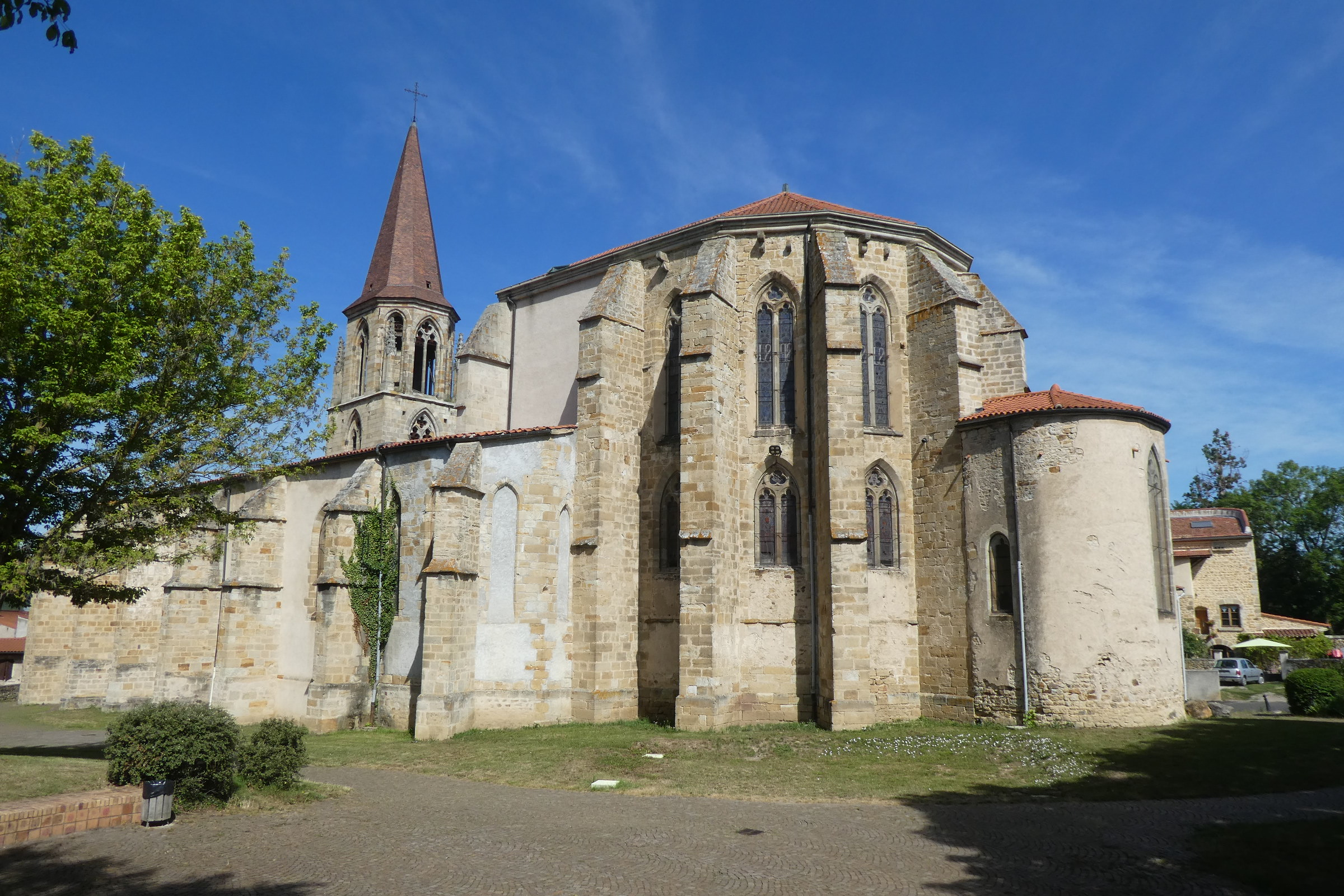
Chevet de l'église Saint-Loup de Billom.

L'église est située dans le département français du Puy-de-Dôme, sur la commune de Billom.

## Historique
L'église primitive appartenait à la famille des Montboissier (Xe siècle), elle a fait place à une nouvelle église dont la construction a débuté au XIIe siècle.
Au début de la période médiévale, Billom était constitué de quatre paroisses, Saint-Cerneuf, Saint-Loup, Saint-Michel et Saint-Saturnin, les deux dernières ayant disparu à l'époque moderne. Celle de Saint-Loup releva un temps des bénédictins du monastère de Sauxillanges. En 1094, le pape Urbain II charge Durand, évêque des Arvernes, de restituer l'église Saint-Loup aux moines de Sauxillanges qui avait été envahie par les chanoines de Billom et menacés des peines les plus sévères s'ils refusaient d'obéir. Durand étant mort sans avoir exécuté les instructions du pape, c'est son successeur, Guillaume de Baffie qui a fait restituer l'église aux moines de Sauxillages.
Les pénitents noirs dont la présence à Billom est avérée depuis le début du XVIIIe siècle faisaient partie de la paroisse de Saint-Loup, ce n'est que vers 1860-65 que fut créée une seconde confrérie dépendant de la paroisse de Saint-Cerneuf,.

## Protection
L'édifice est classé au titre des monuments historiques en 1983.

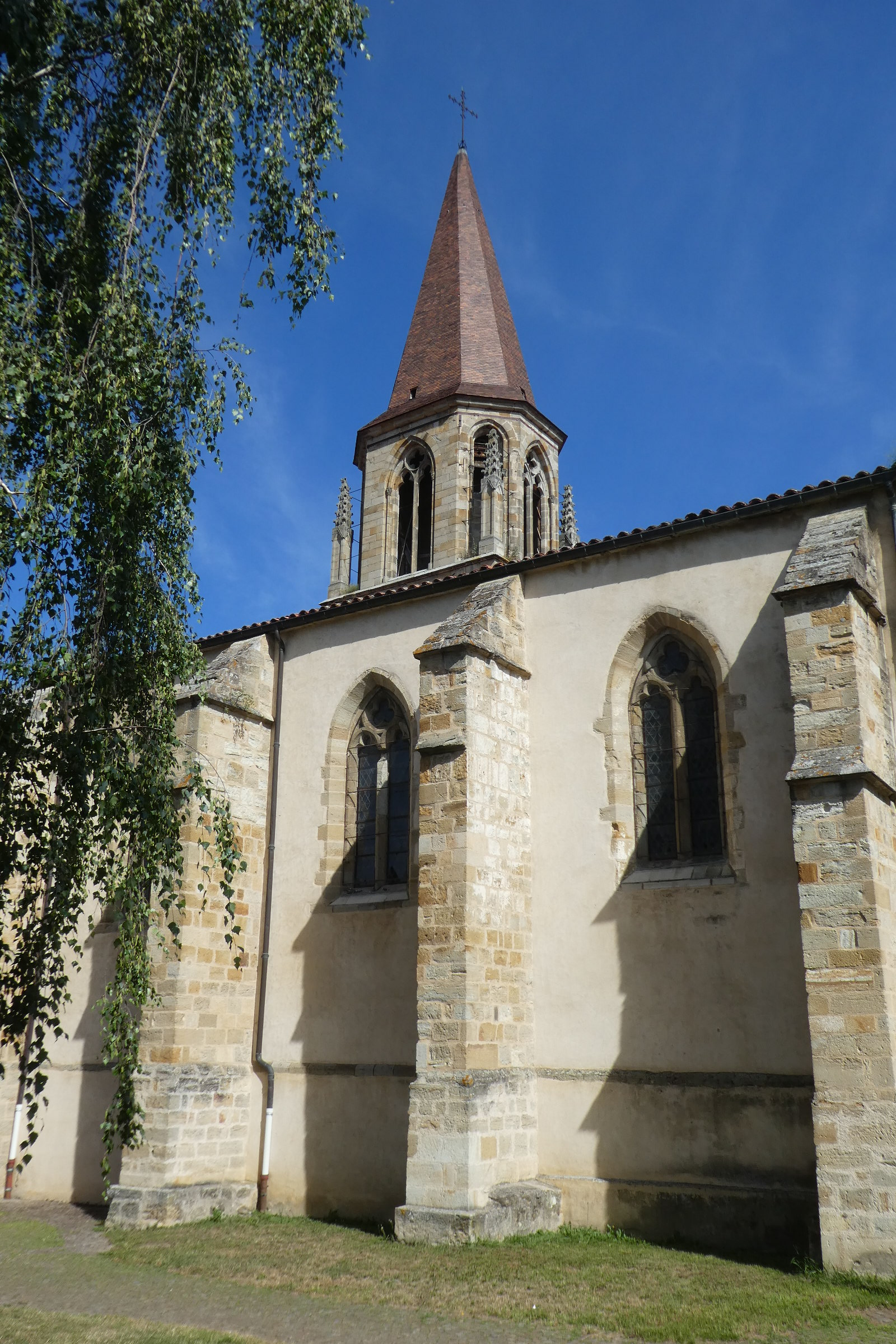
Église Saint-Loup de Billom.